# Аксашур
Аксашур или Аксакшу́р — река в Удмуртии, левый приток Шихостанки.
Длина реки — 11 км. Исток к северу от деревни Аксакшур (Малопургинский район). Течёт на юг через деревню — ниже неё на реке имеется крупный пруд. Впадает в Шихостанку на высоте 105 м над уровнем моря, чуть выше посёлка Шихостанка на территории Киясовского района. В бассейне также находится малая деревня Пушин Мыс.

## Данные водного реестра
По данным государственного водного реестра России относится к Камскому бассейновому округу, водохозяйственный участок реки — Иж от истока и до устья, речной подбассейн реки — бассейны притоков Камы до впадения Белой. Речной бассейн реки — Кама.
Код водного объекта в государственном водном реестре — 10010101212111100027491.